# Sønder Onsild Sogn
Sønder Onsild Sogn er et sogn i Hobro-Mariager Provsti (Århus Stift).
I 1800-tallet var Nørre Onsild Sogn anneks til Sønder Onsild Sogn. Begge sogne hørte til Onsild Herred i Randers Amt. Sønder Onsild-Nørre Onsild sognekommune blev ved kommunalreformen i 1970 indlemmet i Hobro Kommune, som ved strukturreformen i 2007 indgik i Mariagerfjord Kommune.
I Sønder Onsild Sogn ligger Sønder Onsild Kirke.
I sognet findes følgende autoriserede stednavne:
- Odinshøj (areal)
- Sparrehuse (bebyggelse)
- Sønder Onsild (bebyggelse, ejerlav)
- Sønder Onsild Stationsby (bebyggelse)
- Ulstrup (bebyggelse, ejerlav)